# Mission San Luis Rey de Francia

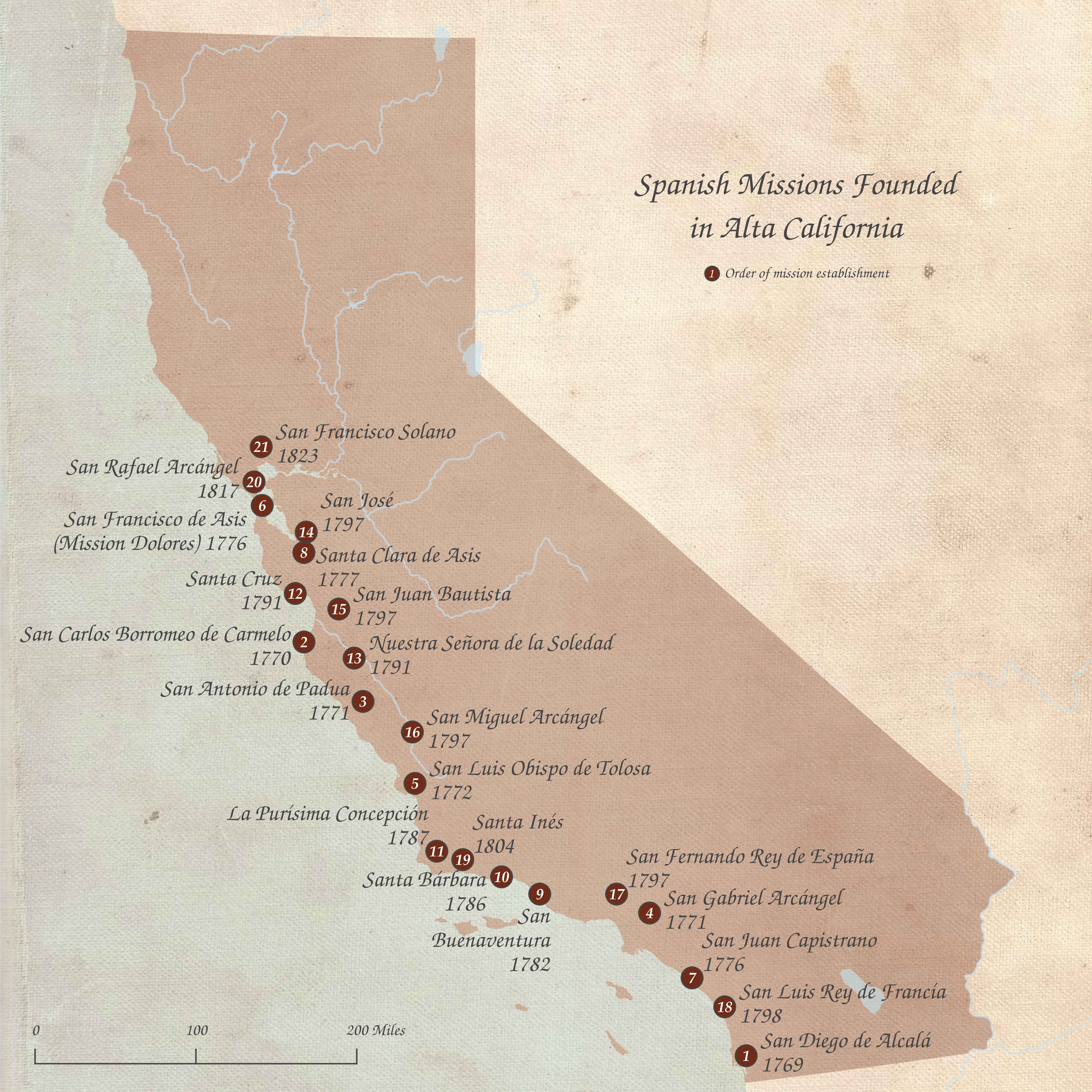
Lage der spanischen Missionen in Oberkalifornien mit der Bezeichnung der Abfolge (Mission San Luis Rey de Francia: Nr. 18)

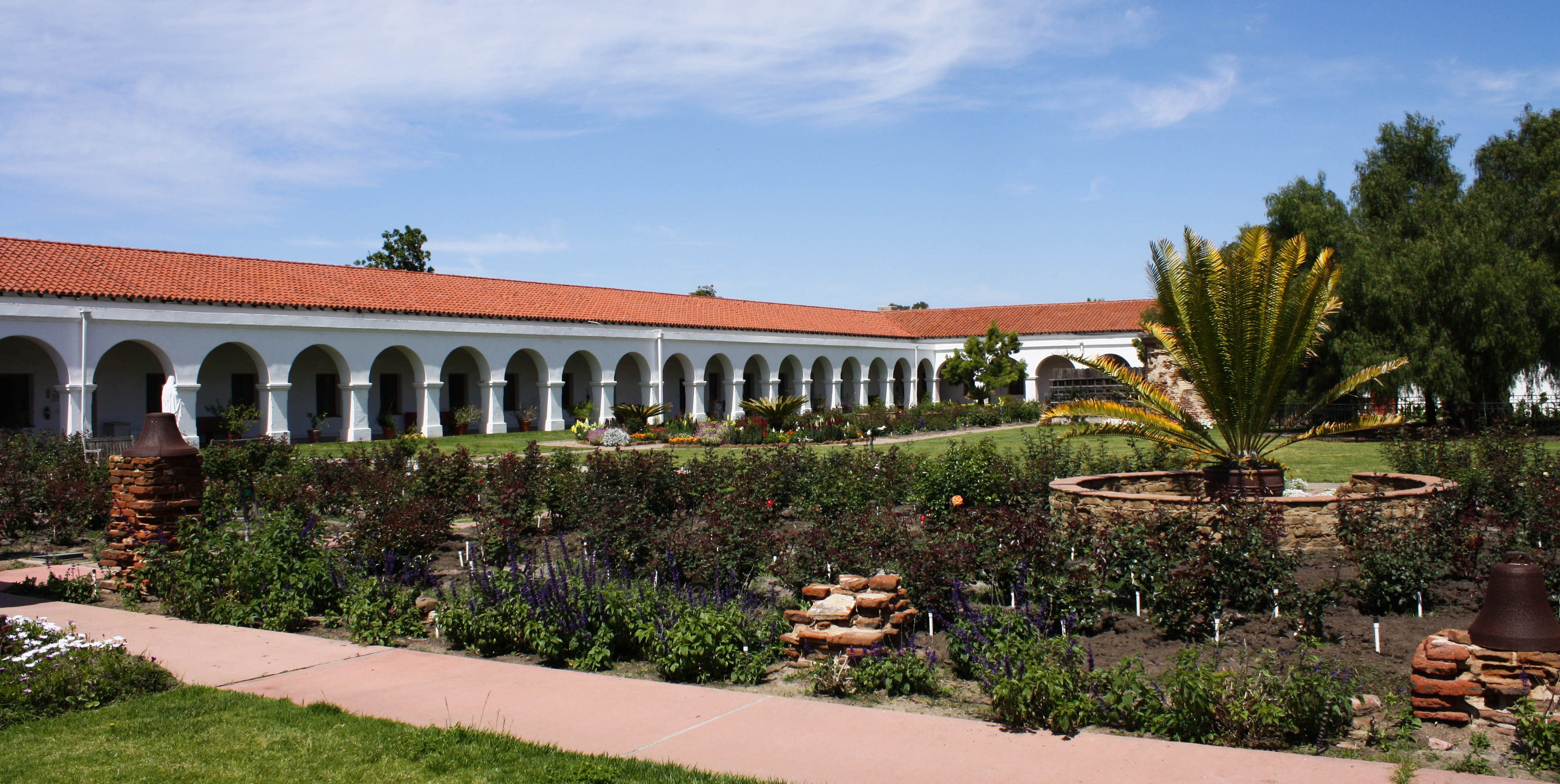
Parkanlage

Die Mission San Luis Rey de Francia war die 18. Missionsstation der Spanier in Kalifornien, seinerzeit eine Provinz des Vizekönigreiches Neuspanien (Oberkalifornien).
Die ehemalige Missionsstation befindet sich in San Luis Rey, einem gemeindefreien Gebiet im San Diego County, Kalifornien, Vereinigte Staaten.  Sie ist heute eine Pfarrei im Bistum San Diego sowie ein Friedhof und ein Museum.

## Geschichte
Die Missionsstation wurde am 12. Juni 1798 als La Misión de San Luis, Rey de Francia vom Priester Fermín Lasuén gegründet. Sie ist nach Ludwig IX. (Frankreich) benannt. Sie war die achtzehnte Mission, die von spanischen Siedlern gegründet wurde, um die indigenen Völker Kaliforniens zu missionieren. 1802 wurde der ursprüngliche Behelfsbau durch ein größeres Lehmgebäude mit Ziegeldach ersetzt.
Die heutige Missionskirche mit Klostertrakt und Werkstätten wurde 1815 erbaut. Zwei Außenstellen wurden eingerichtet: San Antonio de Pala Asistencia (1816) und Las Flores Estancia (1823). Im zugehörigen landwirtschaftlichen Betrieb wurde Viehzucht betrieben. Das von der mexikanischen Regierung erlassene Säkularisationsgesetz führten zu deren Niedergang. Die Einrichtung wurde entwendet und die ungenutzten Gebäude begannen zu verfallen.
Nach dem Mexikanisch-Amerikanischen Krieg fiel der Standort an die Vereinigten Staaten und diente von 1847 bis 1857 als Militärbasis. In der zweiten Hälfte des 19. Jahrhunderts wurde der Komplex an die katholische Kirche zurückgegeben. In der Kirche fanden seit 1893 wieder regelmäßig Gottesdienste statt. Der Franziskanerorden erhielt die Erlaubnis, in der Mission ein neues Kolleg zu gründen. 1895 begannen Instandsetzungsmaßnahmen. 1905 wurde die Kirche und der Arkadenhof fertig gestellt. Die Missionskirche ist heute eine Pfarrkirche des Bistums San Diego. Des Weiteren besteht ein Besucherzentrum, Museum und ein Friedhof.

## Denkmalaspekte
Das Kirchengebäude ist im National Register of Historic Places (seit 15. April 1970) gelistet. Außerdem ist es ein National Historic Landmark (taggleich). Der gesamte Baukomplex ist ein Californian Historical Landmark.